# La Guía

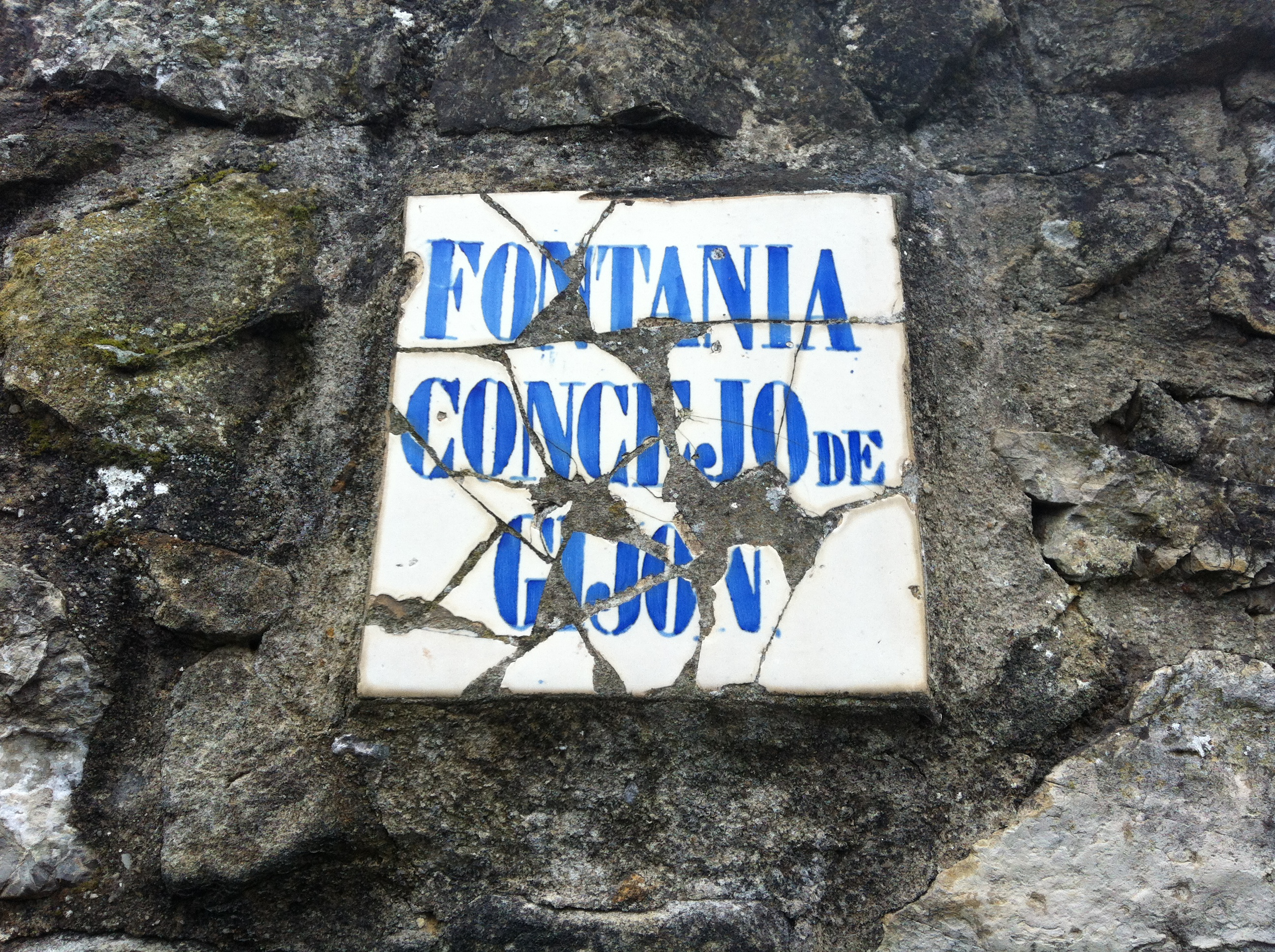
Placa antigua al inicio del barrio viniendo desde El Pisón, en el camino del Cañaveral.

La Guía (oficialmente Fontanía-La Guía) es uno de los 10 barrios en que se divide la parroquia de Somió, en el concejo de Gijón (Asturias, España).
Zona de entrada a la parroquia de Somió debido a un puente de la N-632 sobre el río Piles. El barrio contaría con la primera línea del tranvía de Gijón en 1890, que le daría una buena comunicación con la entonces lejana ciudad. A finales de los 1990 se construye la ronda sur de Gijón, por lo que la ribera derecha del río recibe a la avenida de Justo del Castillo para permitir la unión de la A-8 con la ciudad. Esto supone la demolición del antiguo puente y la construcción de una rotonda que hace las veces de puente. En el 1986 abre el IES El Piles y en 1992 el Palacio de Deportes.
En las últimas décadas se ha construido grandes promociones inmobiliarias de baja densidad en los alrededores de la avenida Justo del Castillo, sin desmerecer a los ejemplos de arquitectura de principios de siglo XX de La Guía, donde destacan dos palacetes gemelos de inicios de siglo obra de Luís Bellido.

## Situación y equipamientos

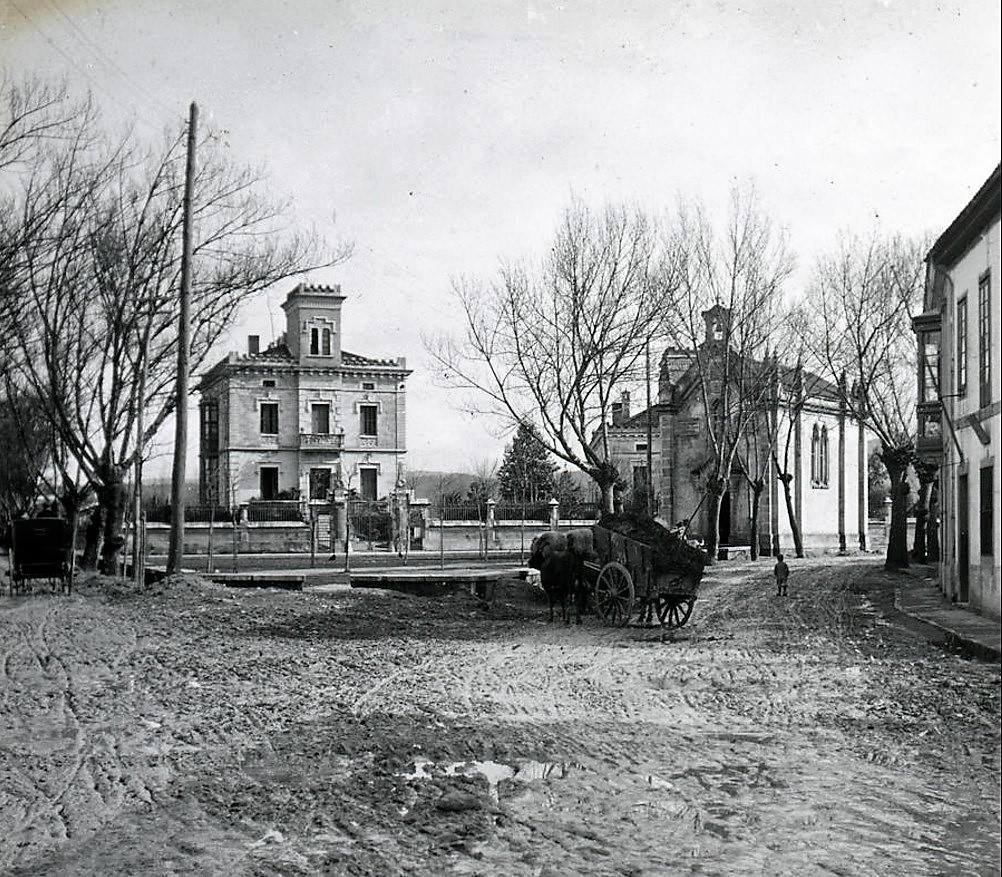
Antigua capilla de la Virgen de la Guía y el primer palacete, obra de Luis Bellido. Fotografía de Gerardo Bustillo, 1910.

El barrio de La Guía se encuentra en la margen derecha del río Piles.
La Avenida del Jardín Botánico (N-632) y la moderna Avd. de Justo del Castillo cruzan el barrio de norte a sur, siendo las principales vías de comunicación del barrio. Por esas calles circulan las líneas 1 y 26 de Emtusa, aparte de la línea 10 en la calle Profesor Pérez Pimentel. Las 3 calles confluyen en una rotonda sobre el río Piles.
En La Guía se celebra semanalmente el rastro de la ciudad de Gijón. Ya no dentro del barrio pero si próximo se ubica el Palacio de Deportes de Gijón, delante del que se encuentra la escultura “Escalada”, de Pablo Maojo (1992). Además, el barrio también posee un Instituto de Educación Secundaria y un colegio de primaria, el IES Piles y el CP Río Piles, que se ubican al sur del palacio de deportes. En sus cercanías, aunque al otro lado del río, en el vecino barrio de El Bibio, se encuentra el estadio El Molinón, el más antiguo del fútbol profesional español y en el que juega de local el Real Sporting de Gijón.

## Toponimia
Aunque el nombre oficial del barrio fue siempre Fontanía, topónimo indicativo de la abundancia de agua y fuentes en la zona, la denominación popular de La Guía se hizo común al llamar así a las inmediaciones de la desaparecida capilla de la virgen de la Guía o de la Buena Guía. Es una situación similar a la que sucede en otro barrio de Somió, el de San Lorenzo, conocido popularmente como La Providencia por encontrase en él, en el Cabo de San Lorenzo, otra famosa capilla: la Capilla de la Providencia.[cita requerida]
En su libro Diccionario toponímico del concejo de Gijón, el filólogo especializado en lengua asturiana Ramón d'Andrés recoge una hipótesis que intenta explicar el nombre del barrio. De acuerdo con este autor, el topónimo proviene de la palabra asturiana guía, la cual puede significar «‘parte final o superior de un árbol o de una planta’, ‘rama principal de un árbol o de una planta’ o ‘rama nueva que sale del tronco de un árbol o de una planta’». No obstante, Ramón d'Andrés señala que en sentido metafórico guía podría hacer referencia tanto a una bifurcación como a la unión de dos ríos, dos circunstancias presentes en el lugar.

## La capilla de La Guía

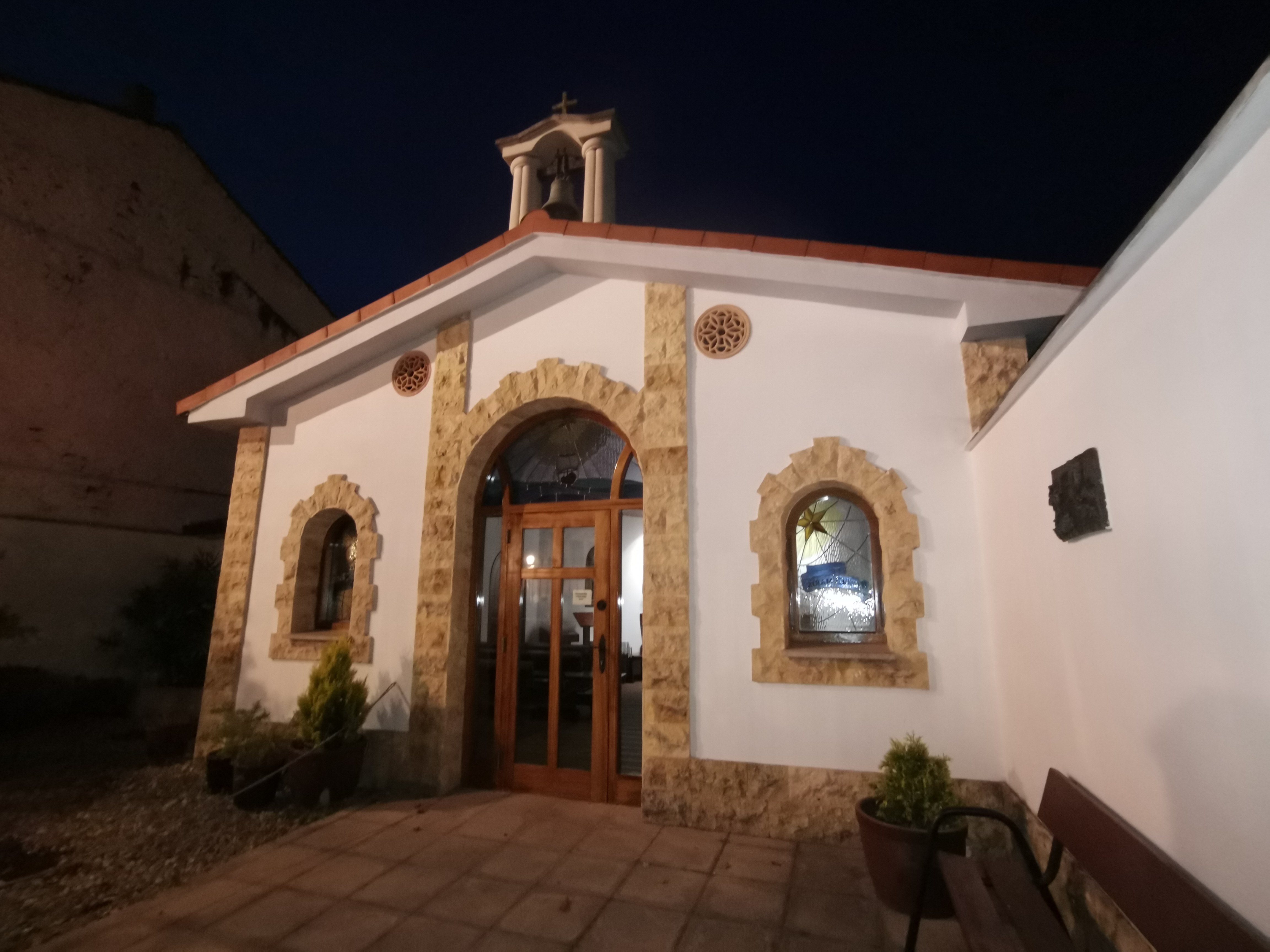
Nueva Capilla de la Virgen de la Guía.

La capilla dedicada a la Virgen de la Guía o de la Buena Guía fue construida en 1647 en el Mayorazgo de El Llanío y Fontanía por iniciativa de Godofredo de la Vega y de Menéndez, y dependía del Monasterio de Santa María de la Vega de Oviedo, de la Orden de Fontevrault. En 1892 se reforma debido a su mal estado, siendo visitada en 1895 por la reina Isabel II. La capilla sería destruida sacrílegamente en 1936. En 2015 se construye otra capilla, en terrenos cedidos por la Congregación Madres de Desamparados y San José de la Montaña y sufragada por los vecinos.